# Агадирський район
Агадирський район (каз. Ақадыр ауданы) — адміністративно-територіальна одиниця у складі Джезказганської області, що існувала в 1973—1997 роках. Центр — селище Агадир.

## Історія
Агадирський район було утворено 21 серпня 1973 року у складі Джезказганської області. До його складу увійшли селища Акжал, Акчатау, Кайракти, а також Акбулакську, Аксарлінську, Акчатауську, Босагінську, Карабулакську, Кеншокинську та Тагилінську с/р Шетського району; селище Джамбул Каражалської міськради; Актауську, Кзилтауську та Ортауську с/р Жанааркинського району.
13 лютого 1974 року селище Джамбул повернуто Каражалській міськраді, а Актауську с/р Жанааркінському району. Одночасно з Балхаської міськради до Агадирського району передано смт Мойинти.
31 грудня 1974 року Коктенкольську та Успенську с/р передано з Шетського району до Агадирського, а Акчатауську та Кеншокинську з Агадирського району до Шетського.
25 квітня 1979 року із Шетського району до Агадирського передано Акчатауську с/р.
26 листопада 1986 року утворено Кийську с/р.
13 вересня 1991 року утворено смт Верхні Кайракти.
30 жовтня 1992 року смт Джамбул (з 1993 — Жамбил) передано з Каражалської міськради до Агадирського району.
23 травня 1997 року Агадирський район було скасовано. При цьому всю територію було передано до Шетського району.

## ЗМІ
Виходила двомовна районна газета «Агадир таңи» — «Агадирська новь».

## Глави
| Перші секретарі райкому КПРС 1973—1991 1. Қ. Жұмашев 1973 2. Н.Макаренко 1973—1975 3. И. Колбасін 1975—1988 4. В. Карепов 1988—1991 | Голови райвиконкому 1. Қ.Медієв 1973—1985 2. Ж.Серіков 1985—1999 3. В.Карепов 1991—1992 | Акіми району з 1991 1. В.Карепов 1992—1993 2. Амантай Әбсалықов 1993—1994 найман, бағаналы, саргалдак 3. Баттал Мұқышев 1994—1997 найман, бағаналы, жырык-тобет |